# Pobuda Tri morja
Pobuda Tri morja (3SI, TSI, I3M) (tudi: Pobuda treh morij, angleško: Three Seas Initiative) je iniciativa dvanajstih držav Evropske unije med Baltskim, Jadranskim in Črnim morjem, ki spodbuja dialog med članicami. Prvo srečanje je potekalo leta 2016 v Dubrovniku.  
Pobuda je nastala ob ohladitvi gospodarskih odnosov med državami EU in Rusijo.

## Članice pobude
- Avstrija
- Bolgarija
- Češka
- Estonija
- Hrvaška
- Latvija
- Litva
- Madžarska
- Poljska
- Romunija
- Slovaška
- Slovenija[2]

## Srečanja
| Zap. št. | Datum                  | Lokacija             | Gostitelj                                    | Gostje | Sklic |
| -------- | ---------------------- | -------------------- | -------------------------------------------- | --- | ----- |
| 1. vrh   | 25.–26. avgust 2016    | Dubrovnik, Hrvaška   | Kolinda Grabar-Kitarovič, predsednica države | |       |
| 2. vrh   | 6.–7. julij 2017       | Varšava, Poljska     | Andrzej Duda, predsednik države              | Donald Trump, predsednik Združenih držav Amerike |       |
| 3. vrh   | 17.–18. september 2018 | Bukarešta, Romunija  | Klaus Iohannis, predsednik države            | Jean-Claude Juncker, predsednik Evropske komisije |       |
| 4. vrh   | 5.–6. junij 2019       | Ljubljana, Slovenija | Borut Pahor, predsednik države               | Jean-Claude Juncker, predsednik Evropske komisije Rick Perry, ameriški minister za energijo Frank-Walter Steinmeier, predsednik Zvezne republike Nemčije | [ 4 ] |
| 5. vrh   | 19.–20. oktober 2020   | Talin, Estonija      | Kersti Kaljulaid, predsednica države         | | [ 5 ] |